# Cephalissa mirificaria
Cephalissa mirificaria là một loài bướm đêm trong họ Geometridae.